# Australische Frauen-Cricket-Nationalmannschaft in Sri Lanka in der Saison 2016
Die Tour der australischen Frauen-Cricket-Nationalmannschaft nach Sri Lanka in der Saison 2016 fand vom 18. bis zum 27. September 2016 statt. Die internationale Cricket-Tour war Bestandteil der Internationalen Cricket-Saison 2016 und umfasste vier WODIs und ein WTwenty20. Australien gewann die WODI-Serie 4–0 und die WTwenty20-Serie 1–0.

## Vorgeschichte
Für beide Teams war es die erste Tour der Saison und es war das erste Aufeinandertreffen der beiden Mannschaften bei einer Tour.

## Stadien
Die folgenden Stadien wurden für die Tour als Austragungsort vorgesehen.
| Stadion                                | Stadt    | Kapazität | Spiele       |
| -------------------------------------- | -------- | --------- | ------------ |
| R. Premadasa Stadium (RPS)             | Colombo  | 35.000    | 3. & 4. WODI |
| Sinhalese Sports Club Ground (SSC)     | Colombo  | 10.000    | 1. WT20      |
| Rangiri Dambulla International Stadium | Dambulla | 16.800    | 1. & 2. WODI |

## Kaderlisten
Australien benannte seine Kader am 31. August 2016. Sri Lanka benannte seine Kader am 14. September 2016.
| WODI | WODI | WTwenty20 | WTwenty20 |
| Sri Lanka | Australien | Sri Lanka | Australien |
| --- | --- | --- | --- |
| - Chamari Athapaththu (K) - Prasadani Weerakkody - Dilani Manodara - Nipuni Hansika - Chamari Polgampola - Eshani Lokusuriyage - Udeshika Prabodhani - Inoka Ranaweera - Sugandika Kumari - Achini Kulasuriya - Inoshi Priyadharshani - Imalka Mendis - Ama Kanchana - Harshitha Samarawickrama | - Meg Lanning (K) - Alex Blackwell (VK) - Kristen Beams - Nicole Bolton - Rene Farrell - Holly Ferling - Grace Harris - Alyssa Healy (wk) - Jess Jonassen - Beth Mooney - Erin Osborne - Ellyse Perry - Megan Schutt - Elyse Villani | - Chamari Athapaththu (K) - Prasadani Weerakkody - Dilani Manodara - Nipuni Hansika - Chamari Polgampola - Eshani Lokusuriyage - Udeshika Prabodhani - Inoka Ranaweera - Sugandika Kumari - Achini Kulasuriya - Inoshi Priyadharshani - Imalka Mendis - Ama Kanchana - Harshitha Samarawickrama | - Meg Lanning (K) - Alex Blackwell (VK) - Kristen Beams - Nicole Bolton - Rene Farrell - Holly Ferling - Grace Harris - Alyssa Healy (wk) - Jess Jonassen - Beth Mooney - Erin Osborne - Ellyse Perry - Megan Schutt - Elyse Villani |

## Women’s One-Day Internationals

### Erstes WODI in Dambulla
| 18. September Scorecard | Dambulla | Sri Lanka 76 (24.5)              | – | Australien 79-6 (15.4) |
|                         |          | Australien gewinnt mit 4 Wickets |   |                        |

Sri Lanka gewann den Münzwurf und entschied sich als Schlagmannschaft zu beginnen. Als Spielerin des Spiels wurde Holly Ferling ausgezeichnet.

### Zweites WODI in Dambulla
| 20. September Scorecard | Dambulla | Australien 254-8 (50)          | – | Sri Lanka 176-9 (50) |
|                         |          | Australien gewinnt mit 78 Runs |   |                      |

Australien gewann den Münzwurf und entschied sich als Schlagmannschaft zu beginnen. Als Spielerin des Spiels wurde Kristen Beams ausgezeichnet.

### Drittes WODI in Colombo
| 23. September Scorecard | Colombo (RPS) | Sri Lanka 102 (36.5)             | – | Australien 104-1 (27.3) |
|                         |               | Australien gewinnt mit 9 Wickets |   |                         |

Australien gewann den Münzwurf und entschied sich als Feldmannschaft zu beginnen. Als Spielerin des Spiels wurde Jess Jonassen ausgezeichnet.

### Viertes WODI in Colombo
| 25. September Scorecard | Colombo (RPS) | Australien 268-3 (50)          | – | Sri Lanka 131 (45.4) |
|                         |               | Australien gewann mit 137 Runs |   |                      |

Australien gewann den Münzwurf und entschied sich als Schlagmannschaft zu beginnen. Als Spielerin des Spiels wurde Nicole Bolton ausgezeichnet.

## Women’s Twenty20 International in Colombo
| 27. September Scorecard | Colombo (SSC) | Sri Lanka 59-8 (20)               | – | Australien 63-0 (8.1) |
|                         |               | Australien gewinnt mit 10 Wickets |   |                       |

Australien gewann den Münzwurf und entschied sich als Schlagmannschaft zu beginnen. Als Spielerin des Spiels wurde Kristen Beams ausgezeichnet.

## Auszeichnungen

### Player of the Match
Als Player of the Match wurden die folgenden Spielerinnen ausgezeichnet.
| Spiel   | Player of the Match |
| ------- | ------------------- |
| 1. WODI | Holly Ferling       |
| 2. WODI | Kristen Beams       |
| 3. WODI | Jess Jonassen       |
| 4. WODI | Nicole Bolton       |
| 1. WT20 | Kristen Beams       |